# 上田太輔
上田 太輔（うえだ だいすけ、1984年5月25日 - ）は、日本のモデル。福岡県出身。Donna所属。身長185cm。

## 経歴
福岡県生まれ。福岡県育ち。大学卒業後、22歳の時にに自ら現在の所属事務所に面接を希望する電話をしたことがきっかけとなりキャリアをスタートさせた。2009年に「CoSTUME NATIONAL HOMME」のランウェイショーでミラノコレクションデビューした。また、「Y-3」、「Acne」、「Thom Browne」、「MONCLER GAMME BLUE」を含むブランドのショーに出演した。広告・スチールでは「H&M」「GAP」「ZARA」などに掲載された。

## 人物
アジアで初めてのVogue Hommes Japan（ヴォーグ・オムズ・ジャパン）の表紙に登場した。

## 出演
ショー
- ミラノ・コレクション(2009年)[6]
- NYファッションウィーク
- メルセデスベンツファッションウィーク
- 東京コレクション
- パリコレクション
- Y-3
- Acne
- Thom Browne
- Dior
- MONCLER GAMME BLUE
- MIHARA YASUHIRO
- Dolce & Gabbana
- Bottega Veneta
- ルイ・ヴィトン
- ISSEY MIYAKE
- HERMES
- KENZO[7]

テレビ
- Rの法則

広告・スチール
- GAP[4]
- H&M[8]
- ZARA

雑誌
- MEN’S Precious
- VOGUE HOMMES JAPAN[9]
- SENSE
- SISE
- POPEYE